# グレート・ハイランド・バグパイプ

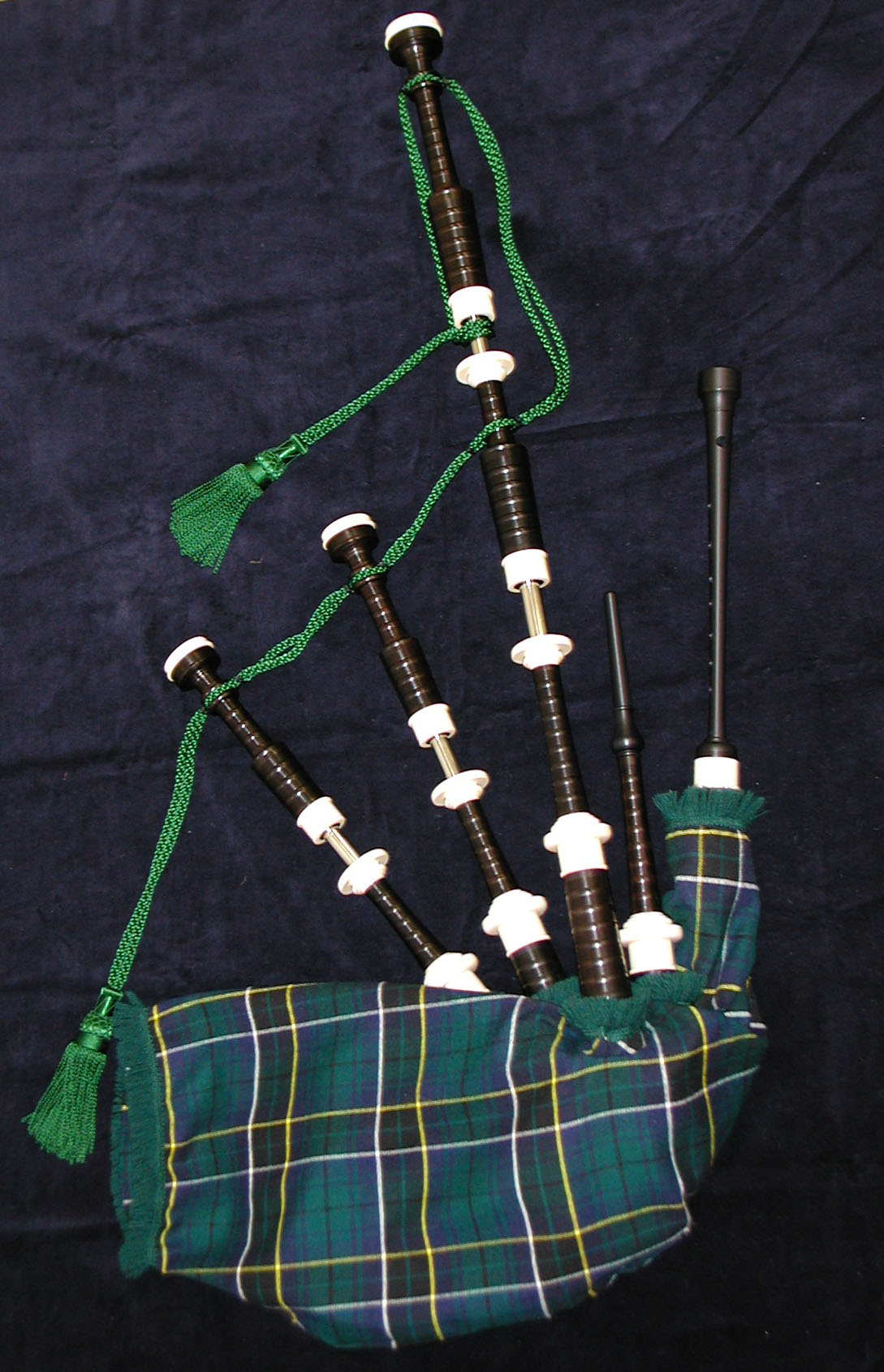
一般的なグレート・ハイランド・バグパイプ

グレート・ハイランド・バグパイプ（Great Highland Bagpipes）はスコットランドで最も広く演奏されるバグパイプの一種である。日本では最も知名度が高く、単にバグパイプと表記した場合、殆どこれを指す。バッグパイプとも呼ばれる。
一般的なバグパイプの構造を備え、留気袋への送気は息を吹き込んで行なう。通奏管（ドローン）は3本で、留気袋には牛あるいは羊の革を用い、管体にアフリカン・ブラックウッド（African Blackwood, グラナディラ）が使われる。旋律を奏でる管はチャンターと呼ばれる。装飾には銀、ステンレス、ニッケル、象牙やその模造品などが用いられる。主音はB♭（移調楽器であり記譜音はA）、旋法はG、記譜上のG（通称LowG）からA（通称HighA）までの9音を出すことができる。アイルランドのイリアン・パイプスのように、チャンターからの音を途切れさせることはしない。
バグパイプの演奏家をパイパー（Piper）、バグパイプを主とするバンドをパイプバンド（Pipeband）と呼ぶ。
スコットランドのほか、アイルランドやスコットランド系の多い北米（アメリカ合衆国、カナダ）、オーストラリア、ニュージーランドでも広く演奏される。
スコットランドにおけるバグパイプの歴史は5世紀の建国にまで遡るとされるが、ドローンが3本の現在の様式となり、その奏法が確立したのは18世紀ごろと言われている。
政治的な理由から、スコットランドでは18世紀中頃から約50年間に亘り演奏が禁止されていた。
音楽としては、18世紀中頃まで技巧を駆使した変奏曲が、戦意高揚と祭礼のために独奏された。これらは今日「ピブロホ」(pibroch)、あるいは「キョール・モール」(ceòl mòr) と呼ばれ、かつては楽譜を使わずに「カンタラック」(canntaireachd)と呼ばれる口承法により楽曲の伝授が行われていた。19世紀になると行進曲や、ストラススペイ(strathspey)、リール(Reel)、ジグ(jig)といった舞曲などが盛んに演奏されるようになった。これらは総称して「キョール・ベック」(ceòl beag)と呼ばれる。同時に複数のバグパイプと太鼓による「パイプバンド」が、しばしば軍楽隊として、編成されるようになった。
今日、スコットランドでは数多くの演奏者やパイプバンドが存在し、祭礼をはじめとする様々な機会に演奏される他、コンサートやコンクールも多く開かれている。楽器製造者も多数存在し、楽器の改良も行われているほか、楽器の一部にプラスチック（チャンターとリード）、カーボンファイバー（リード）、ゴアテックス（バッグ)のような素材の使用が一般的となっている。
また、世界中に愛好者が存在し、スコットランド系でない人々にも人気がある。日本にも幾つかの団体が存在し、演奏が行なわれている。